# 费尔南多·皮门塔
费尔南多·皮门塔（葡萄牙語：Fernando Pimenta，1989年8月13日—），葡萄牙男子皮划艇运动员。他曾代表葡萄牙参加2012年、2016年和2020年夏季奥林匹克运动会皮划艇比赛，获得一枚银牌和一枚铜牌。